# Cactuseraie d'Escaïre-Figue
La Cactusería de Escaïre-Figue (en francés : Cactuseraie d'Escaïre-Figue) es un jardín botánico, de 1 hectáreas de extensión, de propiedad privada, especializado en cactus que se encuentra en la Comuna de  Montolieu, Francia.

## Localización
Cactuseraie d'Escaïre-Figue Montolieu, Département de Aude Aude, Languedoc-Roussillon, France-Francia.
Planos y vistas satelitales.43°17′47.76″N 2°13′25.32″E / 43.2966000, 2.2237000
Está abierto a diario todo el año, excepto los lunes. 

## Historia
Creado en el 2000 por Nicolas Rouger, sobre una superficie de 1 hectáreas. 

## Colecciones
Actualmente alberga unos 2000 especímenes representando unas 900 variedades de cactus y suculentas, reagrupados en:
- Jardín al aire libre, con ejemplares de Opuntias, agaves, euphorbias y otras suculentas en 1 hectárea de terrenos de unas antigua viña rodeados con el mosaico de la vegetación local (encinas, tomillo,, pistachos, madreselva...)
- Jardín de interior, a causa de no poder cultivarlas fuera debido al rigor del clima mediterráneo en las tierras interiores sin la influencia del mar (en invierno sobre todo), se colocaron algunas de las suculentas en plena tierra, pero bajo invernadero, en unos decorados de macizos de piedras secas. Más de 1000 variedades se cultivan aquí.